# Belén Alonso de Santiago
Belén Alonso de Santiago (León, 1 de octubre de 1965) es una escritora, periodista y crítica literaria y artística española nacida en León.
Licenciada en Filología Hispánica, especialidad Lengua, por la Universidad de León.

## Obra literaria
Individual:
- El muuuusterio de la vaca descoyuntada (1999), novela. Fondo de Cultura Económica
- El libro de Ismael (2001), novela. Colección Leer y pensar, Anaya.
- Si alguien escribiera una historia (2010), novela. Bubok (enlace roto disponible en Internet Archive; véase el historial, la primera versión y la última)..

Colectiva:
- Cuentos Hispanoamericanos (2000), relatos, LOM Ediciones, Chile.
- Cien libros para un siglo (2004), reseña literaria, Anaya.

Premios:
- El libro de Ismael (1996), Finalista del Premio Lazarillo, en su modalidad de creación literaria (Organización española para el libro infantil y juvenil).
- El muuuusterio de la vaca descoyuntada (1999), Premio Novela Juvenil «A la orilla del viento» (México), convocado por la editorial Fondo de Cultura Económica.
- Cuentos (1999), Premio Juan Rulfo, modalidad infantil, Editorial Monte Ávila.
- El libro de Ismael (1999), Finalista Novela Juvenil «A la orilla del viento» (México), convocado por la editorial Fondo de Cultura Económica.
- El libro de Ismael (2002), Finalista del Premio Nacional de Literatura Infantil.

## Obra virtual
- página web de la autora Archivado el 6 de mayo de 2016 en Wayback Machine.
- libros